# Chrysopilus foedus
Chrysopilus foedus är en tvåvingeart som beskrevs av Friedrich Hermann Loew 1861. Chrysopilus foedus ingår i släktet Chrysopilus och familjen snäppflugor. Inga underarter finns listade i Catalogue of Life.